# Risurrezione di Lazzaro

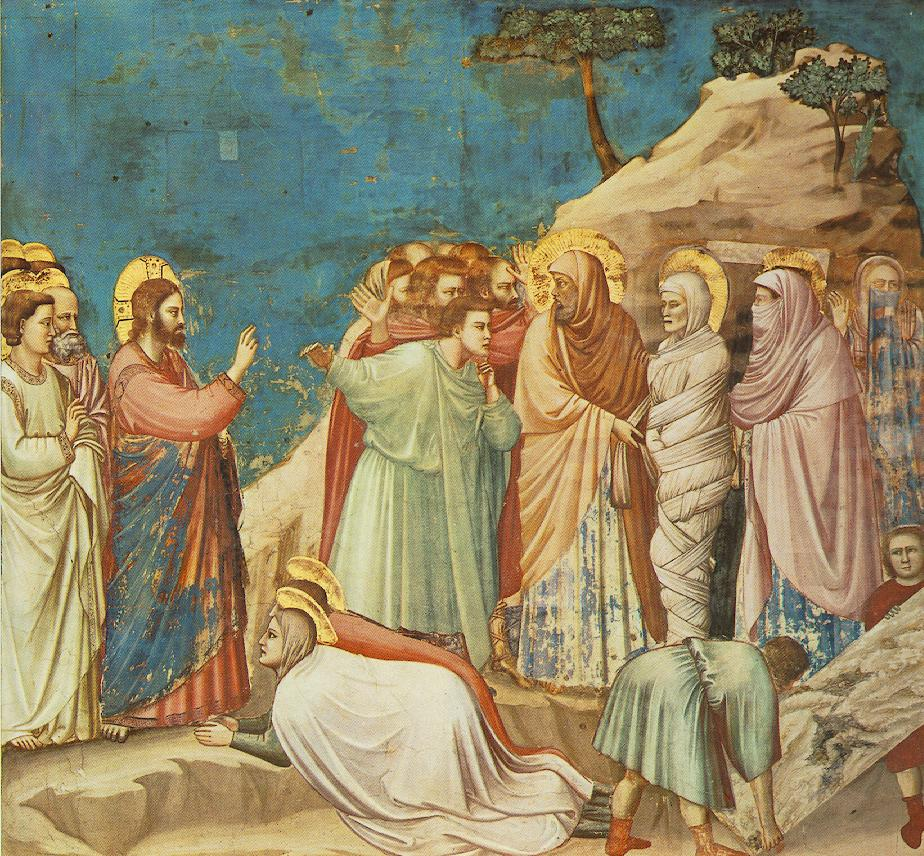
Resurrezione di Lazzaro, Giotto

Resurrezione di Lazzaro, Caravaggio

La risurrezione di Lazzaro è un miracolo di Gesù raccontato soltanto dal Vangelo secondo Giovanni (Gv 11:1-44): Gesù riporta alla vita terrena Lazzaro di Betania, fratello di Marta e Maria, quattro giorni dopo la morte.
La famiglia di Lazzaro vive a Betania, a circa due miglia da Gerusalemme, nel crinale sud-est del Monte degli Ulivi. Quando Gesù arriva al sepolcro, Lazzaro è morto da quattro giorni; alle parole «Lazzaro, vieni fuori», Lazzaro riprende a vivere.
Nel Vangelo di Giovanni, il più interpretativo e meno storico dei tre sinottici, la resurrezione di Lazzaro è l'ultimo miracolo che precede la Passione e Resurrezione di Gesù Cristo.

## Racconto evangelico
L'evangelista riferisce che, mentre Gesù si trovava fuori dalla Giudea, gli fu recapitato un messaggio di Marta e Maria, sorelle di Lazzaro, le quali lo informavano che egli si era ammalato. Gesù, tuttavia, non volle partire subito per Betania, dove Lazzaro abitava, e si trattenne ancora per due giorni là dove si trovava. Trascorsi i due giorni, preannunciò ai suoi discepoli che Lazzaro era morto e che egli lo avrebbe risvegliato, e si mise in viaggio.
Giunse così a Betania quando Lazzaro era ormai morto da quattro giorni. Il Vangelo fa questa precisazione presumibilmente perché gli ebrei ritenevano che la decomposizione iniziasse il terzo giorno dopo la morte: questo particolare serviva dunque per fugare ogni dubbio su un'eventuale morte apparente.

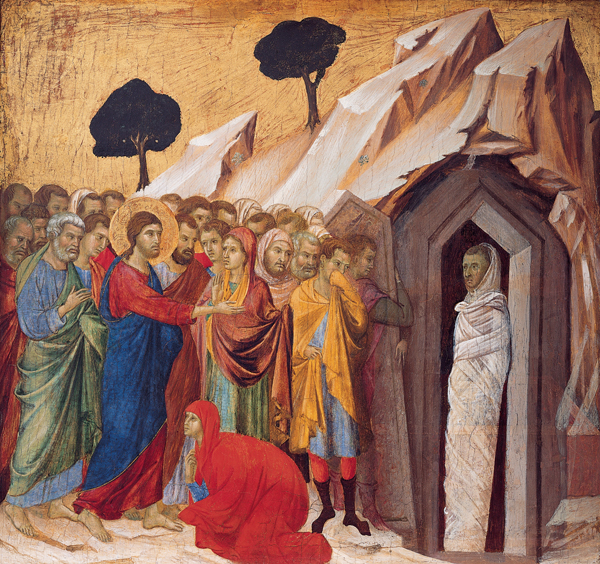
Resurrezione di Lazzaro, Duccio

Gesù incontrò per prima Marta, che gli andò incontro fuori dal villaggio: in un breve dialogo con lei, annunciò che Lazzaro sarebbe risorto e aggiunse: 
Marta andò quindi a chiamare Maria, che si gettò ai piedi di Gesù e pianse: anche Gesù si commosse e pianse a sua volta.
Poi si recò al sepolcro e ordinò di togliere la pietra che chiudeva l'ingresso della tomba. Tolta la pietra, ringraziò Dio ad alta voce perché tutti i presenti lo sentissero, quindi gridò: 
Lazzaro uscì dal sepolcro, ancora avvolto nelle bende funebri, e Gesù ordinò di liberarlo dai legacci e lasciarlo andare.

Il racconto evangelico prosegue con due episodi strettamente legati a questo: nel primo i sommi sacerdoti e i farisei, informati dell'accaduto, riunirono il Sinedrio e deliberarono di uccidere Gesù seguendo il consiglio di Caifa, che pronunciò la celebre frase: 
Nel secondo episodio (Giovanni 12,1-11), pochi giorni dopo, Gesù si trovava a cena con Lazzaro, ed accorsero molte persone per vederli. I sommi sacerdoti allora, vedendo che molti credevano in Gesù a causa di Lazzaro, decisero di uccidere anche lui.

## Storicità
Soltanto il Vangelo di Giovanni parla della resurrezione di Lazzaro, che è l'ultimo miracolo compiuto da Gesù prima della sua Passione e Morte. Tuttavia, anche gli altri tre vangeli sinottici riferiscono la resurrezione della figlia di Giairo, mentre il solo vangelo di Luca riporta anche la risurrezione di Daniele, figlio della vedova di Nain.
Tra i miracoli di risurrezione dei morti riportati nei vangeli canonici, la risurrezione di Lazzaro è ritenuto quello più eclatante. Dal punto di vista storico non è possibile stabilire se il miracolo sia realmente accaduto. Nonostante l’assenza del racconto nei vangeli sinottici, molti studiosi (tra cui il cardinale esegeta Gianfranco Ravasi) ritengono tuttavia che l’episodio non sia un'invenzione di Giovanni, ma che l'evangelista abbia attinto ad una tradizione preesistente, rielaborandola secondo le sue prospettive teologiche.
Il teologo gesuita Brendon Byrne ritiene che l’episodio originario sia stato ingigantito dalla primitiva comunità cristiana, trasformando una guarigione straordinaria o la rianimazione di un uomo apparente morto nella risurrezione di un uomo posto nel sepolcro da quattro giorni.

## Analisi teologiche
Il miracolo è al culmine dei segni di cui parla il Vangelo di Giovanni: da una parte molti indecisi credono in Gesù, dall'altra i sommi sacerdoti ed i farisei decidono di farlo morire. Sono i segni che in parole ed opere provano che Gesù Cristo è il figlio di Dio, e Dio stesso.
Il miracolo viene dal Vangelo presentato come uno dei maggiori miracoli compiuti da Gesù e viene direttamente collegato con la Resurrezione di Gesù: infatti è l'ultimo dei segni che Gesù compie prima della Sua passione ed il segno successivo sarà la sua resurrezione.
La resurrezione di Lazzaro è secondo per importanza solo al miracolo della discesa agli Inferi, primo per numero di beneficiati (tutte le anime degli Inferi), e per durata del beneficio (la vita eterna, rispetto a una ripresa della vita terrena).
I teologi Moloney e Harrington vedono nella resurrezione di Lazzaro il miracolo che attiva la catena di eventi che porta alla crocifissione di Gesù. Marta lo riconosce Figlio di Dio e forse (ma non emerge con certezza), oltre al miracolo, la folla viene a sapere quelle stesse parole a lei confermate, per cui Cristo sarà condannato a morte dal sinedrio.
Con parole simili, imperative e nel nome di Gesù Cristo (qui invocato in terza persona), gli Atti degli Apostoli, narrano la resurrezione dai morti operata da Pietro a Tabità (Atti 9,31-42), e da Paolo a Èutico (At 20,9), ma era trascorso qualche minuto, non quattro giorni dalla morte. I quattro fatti di risurrezione narrati nei Vangeli presentano ordine e simmetrie di senso e significato. In sintesi, i casi di resurrezione possono essere così confrontati:
- Gesù per Lazzaro (Giovanni 11), come Pietro per Tabita (Atti 9, 36-42),
- Gesù per la figlia di Giairo (Luca 8, Matteo 9, Marco 5), come Paolo per Eutico (Atti 20, 9).

e con questi modi:
- sia Gesù che gli apostoli: a causa di, e dopo poche parole imperative, ovvero per imposizione silente delle mani,
- Gesù Cristo non opera in nome e in virtù di terzi, gli Apostoli operano guarigioni e la resurrezione nel nome di Gesù.

Quanto ai quattro destinatari, la resurrezione è il ritorno allo stesso corpo che aveva prima di morire, e che deve morire una seconda e ultima volta.
Come i tre Vangeli sinottici tra loro, con lo stesso metodo esegetico Giovanni può essere opportunamente confrontato con gli Atti degli Apostoli, Pietro e Paolo, perché sono suoi contemporanei, e come lui capi e riferimenti primi della Chiesa Cristiana primitiva, oltre a Maria. In Atti, Pietro e Paolo compiono varie guarigioni miracolose con poche parole imperative nel nome di Gesù Cristo, come Gesù con Lazzaro; o con l'imposizione delle mani, come fece Gesù con la figlia di Giairo. Fino a giungere al massimo miracolo possibile, con la resurrezione di Eutico e di Tabità. Ed anche Gesù ritorna nello stesso corpo rivelato nella Trasfigurazione sul Tabor ai tre apostoli diletti, e al Tommaso dubbioso che gli tocca la ferita ancora viva sul costato, recata dalla lancia che lo trafisse nella morte di croce.
La resurrezione di tutti loro è stata il ritorno dell'anima nello stesso corpo e nello stesso modo, che erano propri nella vita terrena e prima di morire. In tutti questi casi di resurrezione, l'essere umano oltre al suo corpo, riprende possesso del suo bagaglio di ricordi, umanità, capacità e conoscenze, ricordando il come e il quando della fine della sua vita terrena. Non furono né metempsicosi né trasmigrazione dell'anima. 

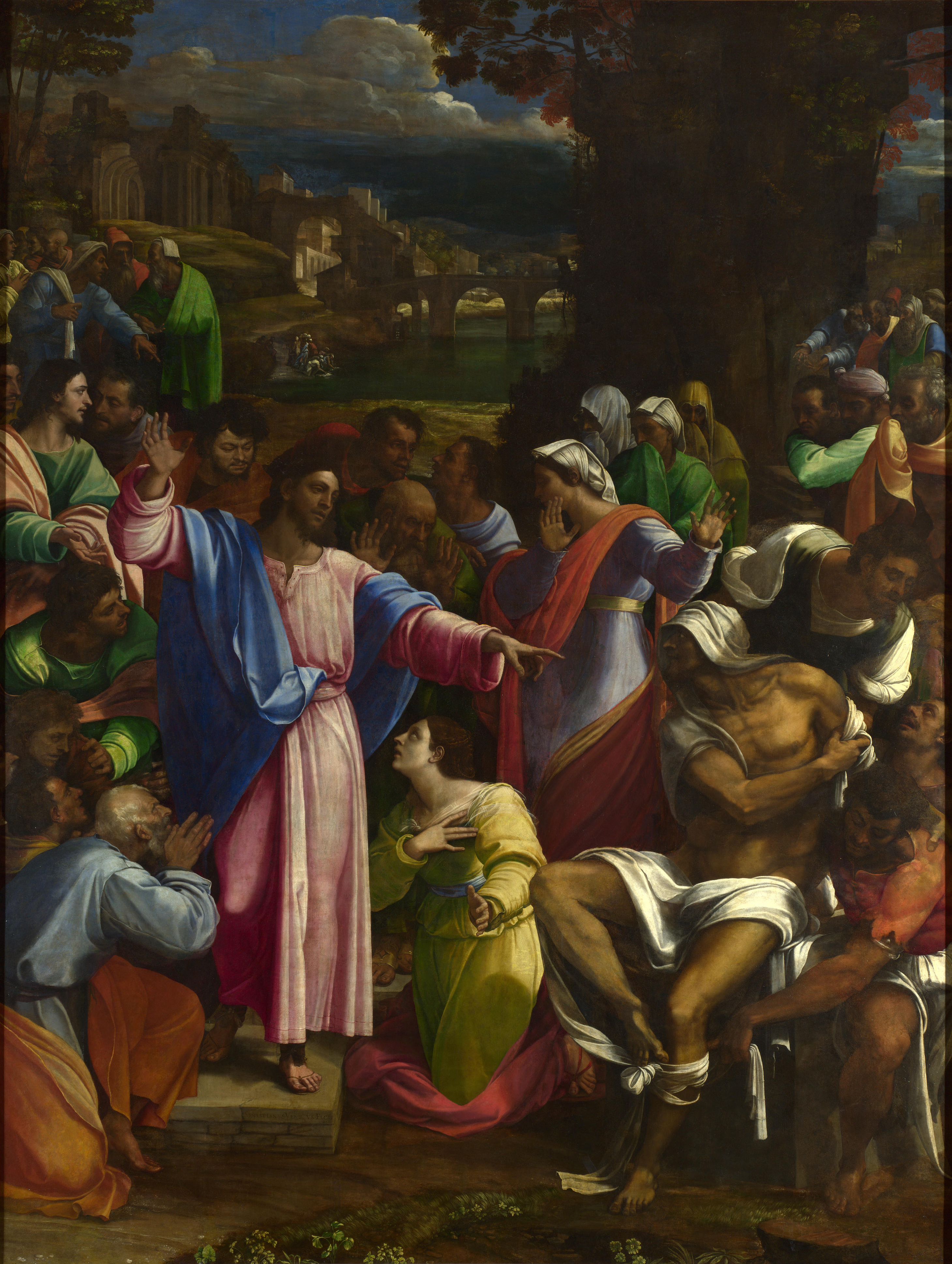
Resurrezione di Lazzaro, S. del Piombo

Marta conosce che questa resurrezione è opera ancora diversa dalla resurrezione finale della carne:
(Gv 11, 25-27)
Lazzaro, la figlia di Giairo, il figlio della vedova di Nain, Eutico e Tabita ritornano nel loro corpo mortale, che riprende la sua vita da dove l'aveva interrotta, e che dovrà morire una seconda e ultima volta, in attesa della resurrezione finale. Il corpo della resurrezione finale è sempre il corpo terreno (stesso aspetto, ricordi, sentimenti, lingue parlate, temperamento), ma di più reso partecipe del Corpo mistico di Gesù Cristo, tale da essere immortale, perfetto e onnisciente. 
Solo Gesù Cristo possiede, da sempre, già questo corpo finale: dopo la resurrezione dalla morte di croce, e prima come rivela sul Tabor. E lo possiedono anche i pochi del genere umano già assunti in Paradiso in anima e corpo: anima nello stesso corpo terreno, ma corpo reso ora partecipe di quello divino di Gesù. Nulla, invece, è detto nei Vangeli né per Lazzaro, né per Gesù, né per gli altri casi di resurrezione, in merito a se e a che cosa sia successo all'anima nel tempo compreso tra la separazione dal corpo (la morte) e il ritorno dentro il corpo terreno (la resurrezione), se in altre parole abbia vissuto l'esperienza dell'al di là, Paradiso o Inferno, e ne conservi il ricordo.
Tutto il Vangelo di Giovanni usa due parole greche ben distinte, per differenziare attentamente il Verbo che è la sostanza di Dio, da qualsiasi altra parola delle creature, angeli o umani, che sono a Sua immagine e somiglianza, ma non sono Lui. Dio è imitato, ma resta unico. Col Verbo e due parole imperative, Dio crea l'universo nel fiat lux, con il modo imperativo resuscita Lazzaro («Lazzaro, Vieni fuori»), e ugualmente operano gli apostoli: Pietro dice «Tabità alzati». Gli stessi miracoli sono però operati anche per silente imposizione delle mani. Gesù Cristo non solo è il Verbo, ma anche è il Verbo fattosi carne, e il Corpo di Cristo, e degli apostoli quando operano nel suo nome, ricevono (dallo Spirito Santo) la stessa importanza e lo stesso potere creante della parola umana, per operarne gli stessi miracoli, fino all'estremo della resurrezione mediante silente imposizione delle mani: Paolo con Eutico, come Gesù con la figlia di Giairo. Con le parole «Lazzaro, vieni fuori», senza invocare né il nome né il soccorso di altri, Gesù Cristo afferma e prova di essere Dio stesso, avendo nel proprio nome tutta l'autorità necessaria e sufficiente a vincere sulla morte, senza necessità alcuna di persone terze. 

### L’interpretazione di Steiner
Rudolf Steiner interpreta la resurrezione di Lazzaro secondo una visione più esoterica e pertanto diversa rispetto a come normalmente lo si interpreta. Egli afferma che la morte di Lazzaro non fosse reale in quanto parte di un antico rito di iniziazione con cui l’iniziato entrava in contatto con i mondi spirituali. A riprova di questa interpretazione egli porta ad esempio la frase: «Questo uomo compie molti segni» (11, 47), e non “molti miracoli”, riferendosi al Cristo.
(Rudolf Steiner Il Vangelo di Giovanni)
Un'altra frase che avvalora questa sua tesi è: «Questa malattia non è a morte» (11, 4) essendo parte del rito. Lazzaro quindi era uno degli iniziati prediletti che egli stesso risveglia dal sonno indotto.

## Nell'arte

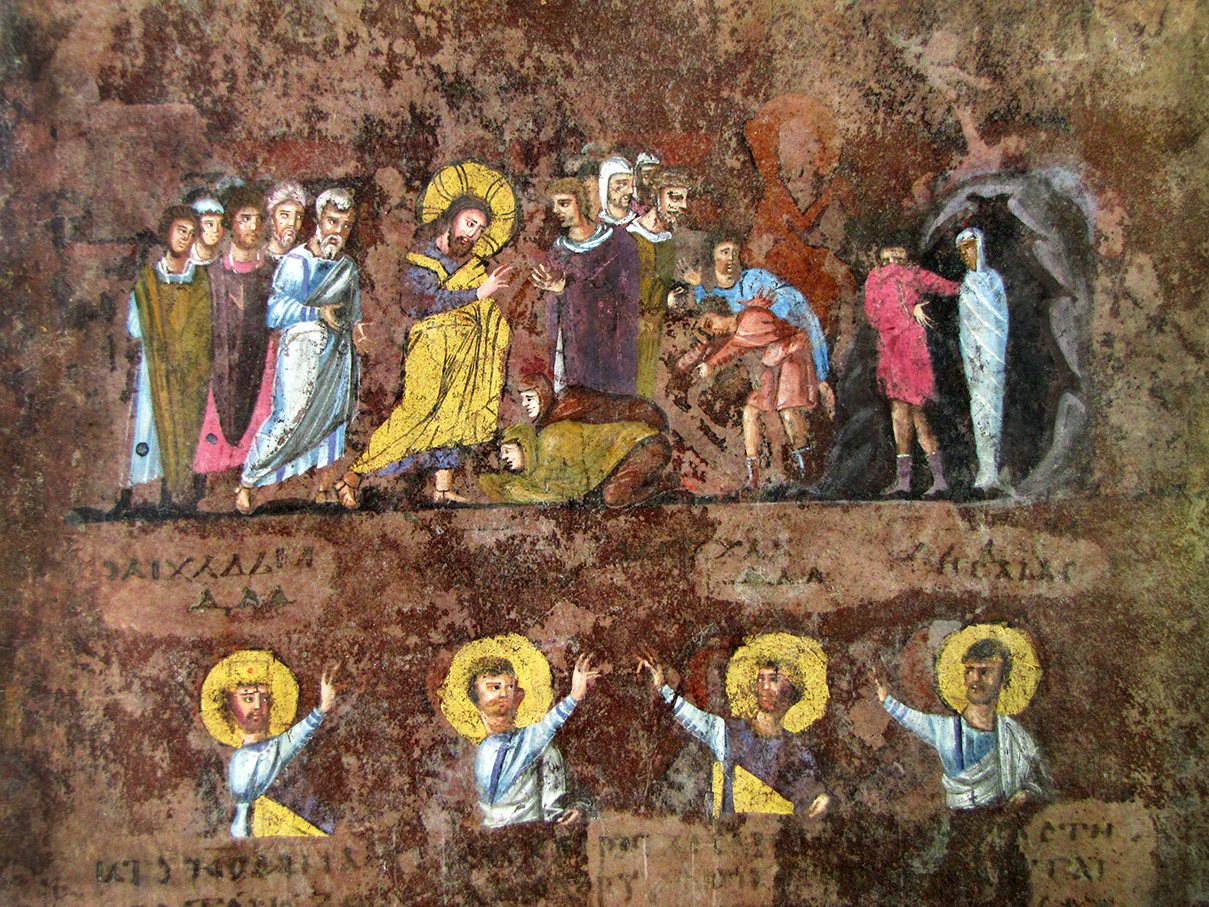
Resurrezione di Lazzaro (Codex Purpureus Rossanensis, Evangelario miniato del VI secolo)

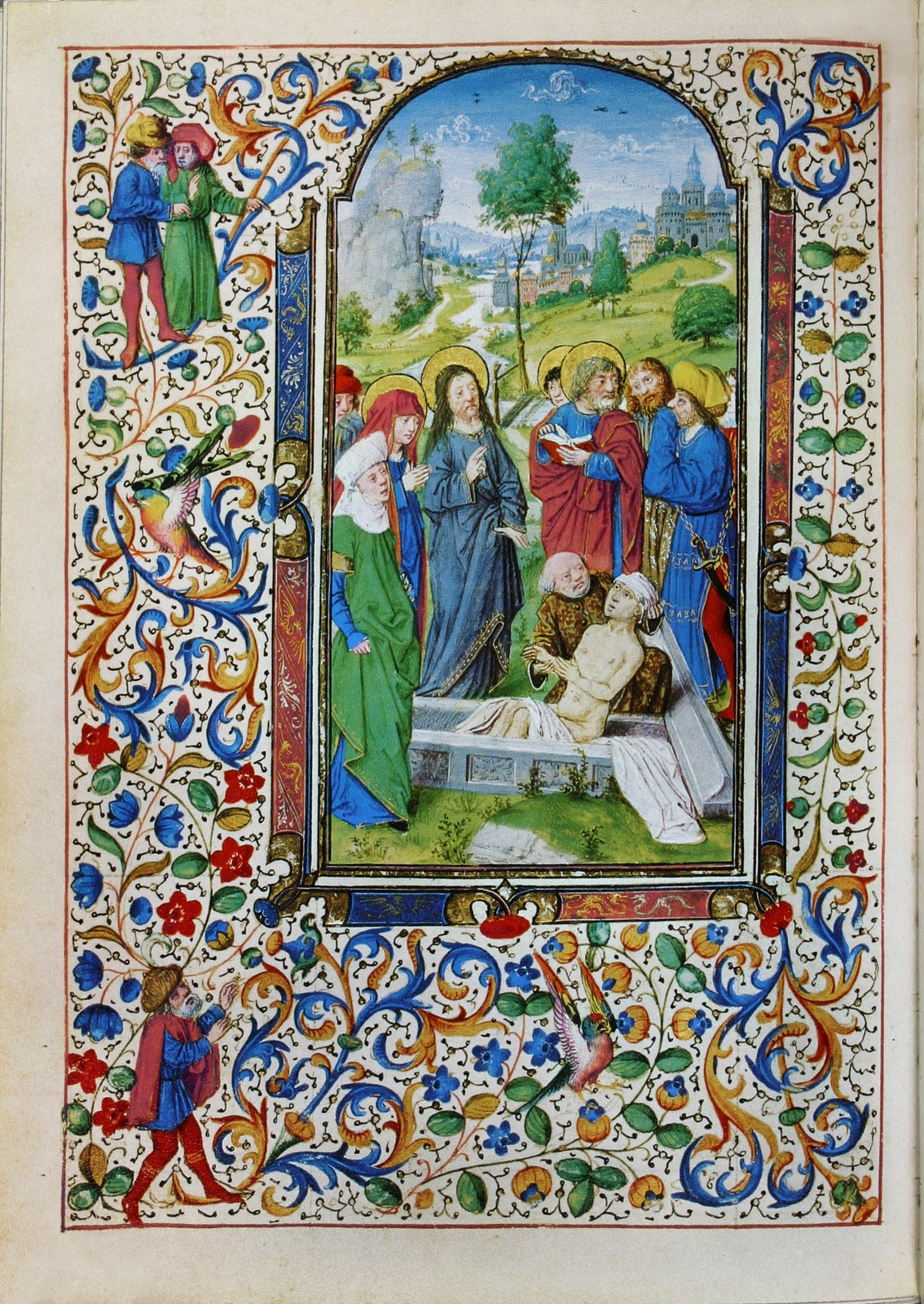
Resurrezione di Lazzaro (libro delle ore di Maria di Borgogna, 1477)

### Pittura
- Resurrezione di Lazzaro, Giotto, Cappella degli Scrovegni, Padova, 1306 circa
- Resurrezione di Lazzaro, Duccio di Buoninsegna, Kimbell Art Museum, Fort Worth, 1310-1311
- Resurrezione di Lazzaro, Geertgen tot Sint Jans, Museo del Louvre, Parigi, 1485 circa
- Resurrezione di Lazzaro, Juan de Flandes, Museo del Prado, 1500 circa
- Resurrezione di Lazzaro, Sebastiano del Piombo, National Gallery (Londra), 1519
- Resurrezione di Lazzaro, Boccaccino, Cremona, 1535
- Resurrezione di Lazzaro, Perin del Vaga, Victoria and Albert Museum di Londra, 1539
- Resurrezione di Lazzaro, Il Romanino, Chiesa di San Giovanni Evangelista, Brescia, 1545 circa
- Resurrezione di Lazzaro, Santi di Tito, Santa Maria Novella a Firenze, 1576
- Resurrezione di Lazzaro, Caravaggio, Museo regi di Arianna 1609
- Resurrezione di Lazzaro, Girolamo Muziano, Museo del Duomo, Orvieto, 1556
- Resurrezione di Lazzaro, Nicolas Froment, Galleria degli Uffizi, Firenze, 1461

### Scultura
- Resurrezione di Lazzaro, Giovanni Antonio Amadeo, Certosa di Pavia, 1474 circa
- Resurrezione di Lazzaro, Girolamo D'Auria, Chiesa dei Santi Severino e Sossio, Napoli, 1596

### Musica
- Resurrezione di Lazzaro - Johann Christoph Friedrich Bach
- Resurrezione di Lazzaro - Lorenzo Perosi

### Miniature
- La Resurrezione di Lazzaro è la prima miniatura presente nel Codex Purpureus Rossanensis, Evangelario miniato, VI secolo, custodito a Rossano.